# Moyoco Anno
Moyoco Anno (安野モヨコ, Anno Moyoko), nacida el 26 de marzo de 1971 en Suginami, Tokio, es una destacada mangaka, escritora y periodista japonesa. Reconocida por su estilo distintivo y su enfoque en temáticas femeninas, ha logrado gran popularidad, especialmente entre el público femenino en Japón .

### Trayectoria profesional
Anno debutó profesionalmente en 1989 con la historia corta Mattaku Ikashita Yatsuradaze! publicada en una edición especial de la revista Bessatsu Friend. Durante sus primeros años, trabajó como asistente de la reconocida mangaka Kyōko Okazaki, experiencia que influyó notablemente en su estilo narrativo y artístico .
A lo largo de su carrera, ha explorado diversos géneros y temáticas, destacándose en el género josei, dirigido a mujeres adultas. Sus obras suelen abordar la psicología femenina, las relaciones interpersonales y los desafíos de la vida moderna, combinando realismo con un estilo artístico único.

### Obras destacadas
Entre sus obras más reconocidas se encuentran:
- Happy Mania (1995–2001): Serie que narra las desventuras amorosas de una joven en busca del amor verdadero. Fue adaptada a un dorama en 1998 y vendió más de tres millones de copias en Japón .
- Sakuran (2001–2003): Manga que retrata la vida de una oiran (cortesana de alto rango) en el periodo Edo. Fue adaptado a una película en 2006, dirigida por Mika Ninagawa.
- Sugar Sugar Rune (2003–2007): Historia de dos jóvenes brujas en competencia por convertirse en la próxima reina del Mundo Mágico. Ganó el Premio Kōdansha al Mejor Manga Infantil en 2005 y fue adaptada a una serie de anime .
- Hataraki Man (2004–2008): Manga que sigue la vida de Hiroko Matsukata, una editora de revista de 28 años dedicada a su trabajo. La serie fue adaptada a un anime en 2006 y a un dorama en 2007. La obra ha sido elogiada por su representación realista del entorno laboral japonés y la lucha por el equilibrio entre la vida profesional y personal .

### Estilo y temáticas
El trabajo de Anno se caracteriza por su enfoque en personajes femeninos complejos y realistas, explorando temas como la identidad, la sexualidad, la ambición y las presiones sociales. Su estilo artístico combina elementos detallados con una estética elegante, lo que le ha valido reconocimiento tanto en Japón como internacionalmente.

### Vida personal
Moyoco Anno está casada desde 2002 con Hideaki Anno, reconocido director y creador de la serie Neon Genesis Evangelion. La pareja ha colaborado en diversos proyectos, incluyendo la serie de ensayos autobiográficos Kantoku Fuyuki Todoki, que ofrece una visión humorística de su vida matrimonial .

## Trabajos
Estos son los trabajos en que Moyoco ha tenido participación.  
- Flowers & Bees (花とみつばち hana to mitsubachi)
- Happy Mania
- Tokyo Style (働きマン Hataraki Man)
- Sakuran
- Sugar Sugar Rune
- Jelly Beans (manga) (ジェリービーンズ jerī bīnzu)
- Love Master X (ラブマスターX rabu masutā x)
- Angelic House (エンジェリック・ハウス enjerikku・hausu)
- In The Clothes Named Fat (脂肪という名の服 shibō toiu na no fuku)
- Baby G (ベイビーG　beibī G)
- Tundra Blue Ice (ツンドラブルーアイス Tsundora Burū Aisu)
- Chō Kanden Shōjo Mona  (超感電少女モナ)
- Kantoku Fuyuki Todoki  (監督不行届 Kantoku Fuyuki Todoki)
- Moonlight Himejion (月光ヒメジオン Moonlight Himejion)

- Datos: Q38842
- Multimedia: Moyoko Anno / Q38842